# Trận Amiens (1940)
Lỗi Lua trong Mô_đun:Location_map tại dòng 495: Không có giá trị kinh độ.
Trận Amiens là một trận đánh trong Chiến dịch nước Pháp trên Mặt trận phía Tây trong cuộc Chiến tranh thế giới thứ hai, đã diễn ra từ ngày 20 tháng 5 cho đến ngày 8 tháng 6 năm 1940, giữa quân đội Đức Quốc xã (Wehrmacht) và quân đội Pháp (với sự hỗ trợ của Lực lượng Viễn chinh Anh), nhằm tranh giành quyền kiểm soát thành phố Amiens. Mặc dù cuộc kháng cự của quân đội Pháp trong trận chiến này được xem là thời khắc tốt nhất của họ vào năm 1940, Quân đoàn Panzer XIV của Đệ tam Đế chế Đức thuộc tập đoàn quân thiết giáp của tướng Paul Ludwig Ewald von Kleist cuối cùng cũng đã giành lợi thế và đánh bật được Sư đoàn Bộ binh số 16 của Pháp ra khỏi cao nguyên Dury vào ngày 6 tháng 6. Trong vòng hai ngày sau, quân đội Đức lại tiến công một sư đoàn Pháp khác và trận đánh kết thúc với cuộc triệt thoái của quân đội Pháp.

## Bối cảnh lịch sử
Vào tháng 5 năm 1940, trong cuộc Chiến tranh thế giới thứ hai, quân đội Đức Quốc xã đã chiếm được phần lớn miền đông bắc nước Pháp. Cũng như Lille, Calais và Arras, Amiens là một mục tiêu quan trọng: một khi chiếm được thành phố này, quân đội Đức sẽ có thể tiếp tục bước tiến của mình. Vào ngày 20 tháng 5, với các cỗ xe tăng của mình, người Đức đã xuất hiện ở phía trước Amiens.

## Hậu quả
196 xe tăng Đức (gồm các loại Panzer III và IV) đã bị phá hủy trong trận chiến này. Trước cuộc kháng cự dữ dội của các sư đoàn Pháp tại Amiens, Tổng thống Hoa Kỳ Franklin D. Roosevelt đã gửi điện mừng đến Thủ tướng Paul Reynaud của Pháp. Sau này, bức điện này đã truyền cảm hứng cho ý tưởng của tướng Charles de Gaulle về một nước Pháp kháng chiến, hay nói cách khác là một "Nước Pháp Tự do · .
Quân đội Pháp đã gây cho quân đội Đức những thiệt hại nặng nề trong trận chiến Amiens, tuy nhiên quân Pháp đã không thể ngăn cản phương thức Đánh nhanh, thắng nhanh (Blitzkrieg) của Đức và rơi vào tình hình hỗn loạn. Vào ngày 24 tháng 6, sau khi sườn phía bắc của họ đã được bảo vệ, các lực lượng Đức đã tiến vào Paris, mặc dù quân Pháp vẫn tiếp tục kháng cự bước tiến của quân đội Ý tại dãy Anpơ sau khi Ý tuyên chiến với Pháp. Sự thất bại của các thiếu sinh quân Pháp thuộc trường Kỵ binh tại Saumur trước Sư đoàn Kỵ binh số 1 của Đức trong cuộc phòng ngự sông Loire (xem bài Trận Saumur (1940)) đã tạo điều kiện cho quân đội Đức tấn công miền nam Pháp. Vào ngày 22 tháng 6 năm 1940, hiệp định đầu hàng của Pháp đã được ký kết giữa các đại biểu Pháp với Đệ tam Đế chế Đức tại Compiègne (về phía bắc Paris), chính là nơi Thống chế Ferdinand Foch đã đề xuất các điều khoản với nước Đức bại trận vào năm 1918 trong Chiến tranh thế giới thứ nhất
Trong suốt 4 năm sau đó, quân đội Đức Quốc xã đã chiếm đóng Amiens, cho tới khi quân đội Anh giải phóng thành phố này vào năm 1944. Trong thời gian chiến tranh, 60% thành phố này đã bị hủy hoại do sự dội bom của không lực Đồng Minh (đặc biệt là trong Chiến dịch Jericho vào ngày 28 tháng 2 năm 1944).